# Gibbobystra flavopicta
Gibbobystra flavopicta är en stekelart som beskrevs av Heinrich 1968. Gibbobystra flavopicta ingår i släktet Gibbobystra och familjen brokparasitsteklar. Inga underarter finns listade i Catalogue of Life.